# Lord of Ultima
Lord of Ultima — браузерная игра в жанре MMORTS, созданная компанией Electronic Arts. Действие игры происходило в вымышленной вселенной под именем Каледония, которая появилась вследствие разрушения мира Сазарии (пришедшей из игр Ultima). Хотя игра и имела в названии «Ultima», сходства с оригинальной Ультимой ограничиваются названиями зданий и отсылками в истории зарождении мира. Создатель «Ультимы» Ричард Герриот участия в создании Lord of Ultima не принимал. 13 декабря 2010 игра была локализована на русский язык

## Геймплей

### Структура
Игра делится на несколько серверов (в игровой терминологии — Мир), которые в свою очередь дробятся по странам. На момент закрытия игры было открыто 17 русскоязычных миров. Каждый мир делится на континенты (всего 42), которые, постепенно заполняясь, становятся полем битвы для игроков.

### Цели игры
Целью игры являлась постройка дворцов всех восьми добродетелей (Милосердие, Духовность, Жертвенность, Честь, Правосудие, Честность, Смиренность, Мужество) альянсом. Как только первый альянс достроит последний дворец, все его члены получают звания Лорда Ультимы, остальные альянсы продолжают борьбу за вторые и третьи места. После завоевания всех трех призовых мест, Мир считается завершенным, но продолжить играть в нём было все равно можно

### Города
Игрок начинает с маленькой деревни. Постепенно, строя здания внутри города, добывая ресурсы и нанимая армию, игрок получает возможность построить новый город, расширив таким образом свою империю.
Города делятся на три типа
- Ресурсный: используется в основном для добычи/передачи/хранения ресурсов. Не может быть атакован другими игроками (за исключением грабежа и разведки)
- Замок: в городе присутствует замок. Город получает возможность атаковать других игроков, но и сам становится доступен для атаки (Нападение/Осада (захват)/Грабеж/Разведка)
- Дворец : в городе строится дворец. Дворец может быть построен только в городах с замками. По задумке разработчиков доступен только для игроков, состоящих в альянсе, так как для его постройки потребуются значительные затраты ресурсы, которые практически невозможно осуществить одному игроку. Может быть атакован, как и любой замок. При захвате города с дворцом или его разрушении (ровно как и при выходе игрока из альянса), дворец разрушается, однако ресурсы, потраченные на его строительство, остаются.

## PvE
По миру разбросаны объекты, которые призваны внести элемент PvE для игроков, не желающих по тем или иным причинам нападать на живых противников, а также для добычи дополнительных ресурсов. Объекты бывают двух типов:
- Подземелья — населены монстрами. При охоте на подземелья добываются ресурсы (для разных типов подземелий количество разное)
- Боссы — Магические создания, дающие ресурсы и артефакт в случае победы над ними

И боссы, и подземелья бывают разных уровней сложности. С возрастанием уровня босса возрастает награда (ресурсы и артефакты)

## Квесты
Игроку предлагается ряд квестов, наградами в которых являются ресурсы и артефакты.

## Финансовая система
Игра распространяется по модели free-to-play, что означает бесплатную игру для всех игроков с возможностью покупки за реальные деньги игровых предметов. Изначально, игровая валюта называлась Кристаллы, но после перехода на систему EA Origin валюту заменили на Фунты (Funds). За фунты можно было купить как артефакты, повышающие скорость строительства зданий/военных единиц или дающие моментальный прирост ресурсов, так и Министров, позволявших автоматизировать постройку зданий, походы в подземелья, оповещение клана об атаках и прочее.

## Закрытие
11 февраля 2014 года компания Elecronic Arts заявила на официальных страничках в Facebook и Twitter, а также, на заглавной странице сайта о прекращении поддержки серверов Lord of Ultima. Дата отключения игровых миров и сервера была назначена на 12 мая 2014 года. Компания заявила, что не будет выполнять возврат денег по неизрасходованным игровым ценностям и предложила их потратить до окончания работы сервиса. 12 мая в 7:00 по мировому времени серверы были остановлены.